# Културни центар Србије у Паризу
Култуни центар Републике Србије у Паризу је државна установа културе и информисања у главном граду Француске која има за циљ да страну јавност упознаје са политичким, културним, научним и осталим садржајима, и тиме афирмише углед Републике Србије у свету.

## Положај
Култуни центар Републике Србије у Паризу који се налази улици Сан Мартин 123 (франц. 123, rue Saint Martin), преко пута је једног од највећих светских музеја савремене уметности Центра Жорж Помпиду (франц. Centre national d'art et de culture Georges-Pompidou),   у делу града Бобур, који припада четвртом арондисману Париза.

## Историја
Култуни центар Републике Србије у Паризу  основан је 26. маја 1973. године, прво као Културно информативни центар СФР Југославије  (акроним КИЦ СФРЈ) или Југословенски културни центар, у простору који се налазио у близни Јелисејских поља, у улици Колизе (франц. rue Colisée).
Центар је 1978. године пресељен у нови уметнички део француске престонице, у кварт Бобур  (франц. quartier de Beaubourg), у средишту пешачке зоне у улици Сан Мартин (франц. rue Saint Martin).
Након оснивања КИЦ је једно време радио у саставу Министарства информисања владе СФРЈугославије, да би потом био предат у надлежност Министарству иностраних послова СФР Југославије.
Сматрајући Француску једном од земаља високог приоритета за промоцију српске културе и уметности током 2007. године  Министарство културе и информисања Србије, на основу договора и потписаног протокола са Министарством спољних послова Србије преузело је бригу о координацији и финансирању значајног дела програмских активности КИЦ-а.
Када је основан КИЦ у Паризу у европској престоници културе, активно је радило око 8.000 уметника са подручја бивше Југославије, претежно ликовних који су у КИЦ- у Паризу излагали своја дела. Међу њима су били  Паја Јовановић, Мића Поповић, Марко Челебоновић, Петар Лубарда, Дадо Ђурић, Коса Бокшан ... као и савремени ликовни аутори свих генерација - Владимир Величковића, Љуба Поповића, Петар Омчикус, Бату Михајловића, Љубинка Јовановић, Милош Шобајића, Циле Маринковић, Златка Гламочака, Јармил Вешовић, Љубица Мркаљ, Селена Вицковић, Вук Видор, Бранкица Зиловић, Марко Велк, Богдан Павловић, Катарина Термачић, Коста Кулунџића, Милош Тодоровић, Михаел Милуновића, и др.
У КИЦ-у су наступали и бројне музичари, као што су: Немања Радуловић (вилона), Лидија и Сања Бизјак (клавир), Маја Богдановић (вилончело), Јасмина Кулаглић (клавир), Младен Чолић (клавир), Катарина Јовановић (сопран).
У КИЦ-у су наступали и многи други уметници и аутори из свих мултимедијалних области а који су школовани и/или живе у Паризу и Француској.

## Намена
Прво, као државна институција, КИЦ је имао задатак да страну јавност упознаје са политичким, културним, научним и осталим садржајима, као и нашом баштином и актуелним стваралачким достигнућима, у циљу афирмације и угледа прво СФРЈ, а потом и Р, Србије у свету.
Друго, да кроз међународну размену оствари међународну сарадњу са колегама из других страних института и културних центара који су најбројнији управо у Паризу (50 земаља поседује своје културно представниство у Паризу).
Кроз своје разноврсне активности које организује, Културни центар Србије, у сарадњи са институцијама и уметницима из Србије и Француске он у свом простору пружа свакоме прилику да открије богатсво српске културе и пружи  могућност посетиоцима да упознају Србију у разним областима.
Током једне календарске године у центру се од сталних манифестација одржавају:
- изложбе,[2]
- књижевне вечери,[3]
- концерти,[4]
- филмске пројекције,[5]
- предавања,[6]
- семинари,[6]
- конференције за новинаре,[6]
- презентације туристичке понуде Србије.[6][7]

У оквиру Културног центра постоји и библиотека са око 9.000 наслова који се могу позајмљивати.

## Манифестације
У неке од међународни манифестација  у које је укључен и КИЦ спадају:
- Дан франкофоније,
- Светски дан музике,
- Ноћ музеја,
- Пролеће песника,
- Месец фотографије,
- Месец графике,
- Бела Ноћ,
- Сајам књига.

Културни центар Србије је и један од оснивача и главних организатора Форума страних културних центара у Паризу - ФИЦЕП-а - џез фестивала Jazzycolors, учесник Недеље страних култура,  и других манифестацијама које имају међународни карактер.
Многе од манифестација након одржавања у Паризу настављају се и на другим дестинацијама у градовима и институције широм Француске али и у некој од оближњих земља, Белгији, Немачкој, Холандији, Италији и др.
То указује на чињеницу да је КИЦ у Паризу временом постао централни пункт српске културе и уметности у западном делу Европе. 
- Зграда Културног центра Србије у Паризу